# Сумасшедшая парочка
«Сумасшедшая парочка» (кит. 無招勝有招) — гонконгский комедийный боевик режиссёра Рики Лау, с Дин Сэком и Лау Каюном в главных ролях.

## Сюжет
Уличный артист Чоу использует в своих представлениях обезьяну в надежде собрать деньги, чтобы иметь возможность изучать боевые искусства. У бывшего учителя боевых искусств, седьмого господина Чиу, есть умственно отсталая дочь. Она находится без присмотра, поэтому Чоу должен заботиться о ней. Чоу вне города находит девушку по имени Пхиухун, чтобы та вместо него присмотрела за дочерью Чиу, а сам он отправляется изучать боевые искусства у деревенского учителя, Куань Исая. Парень также находит себе нового друга — сына учителя, Яня. Однажды деревню посещают бандиты и терроризируют местных, из-за чего Чиу и Исай противостоят преступникам. Позже обоих убивают. Чоу и Янь бродят в поисках нового наставника в боевых искусствах. В конечном итоге, пройдя через множество приключений, пара находит настоящего преступника.

## В ролях
- Дин Сэк[англ.] — Янь
- Лау Каюн — Чоу
- Лили Ли[англ.] — Пхиухун
- Фун Хакъон — Мак Тхайлоу
- Хуан Ха[кит.] — учитель Янь и Чоу
- Питер Чань Лун — Куань Исай
- Эрик Цан — дочь Чиу
- Вон Чхин[кит.] — седьмой господин Чиу
- Брюс Тхон — Вон Луфу
- Хо Паккуон[кит.]
- Марс — в эпизоде
- Сёй Куай

## Кассовые сборы
Премьера в Гонконге состоялась 30 декабря 1979 года. За десять дней картина набрала 1 638 491,30 HK$.

## Отзывы
Мартин Сэндисон в своей рецензии так описывает картину: 
...несмотря на глупую комедию, избитый сценарий и сюжетную линию — [Сумасшедшая парочка] доставляет экшн некоторых отличных форм и довольно забавна.

Немецкий кинопортал Zweitausendeins даёт фильму такую характеристику: 
Запутанная история с небольшим количеством экшена и небольшим фарсом.